# نیدمور (ویرجینیا)
نیدمور (به انگلیسی: Needmore) یک منطقهٔ مسکونی در ایالات متحده آمریکا است که در شهرستان ویس، ویرجینیا واقع شده‌است. نیدمور ۶۴۱٫۰ متر بالاتر از سطح دریا واقع شده‌است.